# Nagayo
Nagayo (jap. 長与町 Nagayo-chō) – miasto w Japonii, na wyspie Kiusiu, w prefekturze Nagasaki. Według danych na rok 2020 miejscowość zamieszkiwało 40 780 mieszkańców , a gęstość zaludnienia wyniosła 1419,4 os./km².